# Keli Yakar
Keli Yakar (« Récipient précieux ») est l'ouvrage le plus célèbre et le nom de plume de Salomon Ephraim de Luntschitz (1550 - 21 février 1619), rabbin, poète, prédicateur et commentateur biblique.

## Biographie
Il est né à Łęczyca (Luntschitz) et étudia auprès du Rav Salomon Luria, le Maharshal,  à Lublin. Il servit ensuite de  rosh yeshiva (doyen) à la yeshiva de Lviv (Lemberg). En 1604, il fut élu rabbin de Prague, une position qu'il assuma jusqu'à sa mort. Dans son introduction au Keli Yakar, il explique que le nom Salomon a été ajouté à son nom lors d'une maladie grave, une pratique répandue dans le judaïsme.
Il est réputé pour ses sermons et homélies, dans lesquels il n’oubliait rien ni personne. Il rudoyait les riches pour leur manque de générosité, critiquant leurs prétentions d’évaluer le statut religieux en fonction des moyens financiers plutôt que des actes, et en même temps, accusait les pauvres de se complaire dans la charité sans faire assez d’efforts pour s’en sortir. Ses sermons ont été rassemblés dans plusieurs ouvrages (Ir Giborim, Revivot Efrayim, etc.). Son nom provient de ce qui reste toutefois sa plus grande œuvre, son commentaire biblique, inclus dans beaucoup d’éditions standard du Tanakh.

## Œuvres
Outre son Keli Yakar (en allusion au Livre des Proverbes 20:15), paru à Lublin en 1602 et toujours aussi populaire, le Rabbin Ephraïm Salomon a composé deux prières pénitentielles en commémoration des pogroms de 1611, ayant eu lieu à Prague le 2 Adar de cette année.
Il a également écrit:
- (he) Ir Guibborim ("ville des hommes forts", cf. Proverbes 21:22), incluant Peti'hot ouShearim ("Ouvertures et Portes") et deux œuvres homilétiques (première éd. Bâle, 1580.
- (he) Olelot Ephraim ("les grappes d'Ephraim", en référence à Juges 8:2), quatre volumes de sermons publiés à Lublin en 1590.
- (he) Amoudei Shesh ("piliers de marbre", Esther 1:6), sermons (Prague, 1617)
- (he) Siftei Da'at ("paroles de savoir", Proverbes 20:15), qu'on peut considérer comme une continuation de Keli Yakar, Prague 1610.
- (he) Ora'h le'Hayyim ("un chemin de vie", Proverbes 10:17), sermons pour Shabbat Shouvah et Shabbat ha-Gadol, Lublin 1595.
- (he) Rivevot Efraim ("myriades d'Ephraim", Deutéronome 33:17), mentionné dans Ora'h le'Hayyim. N'est pas parvenu à nous.